# Canthyloscelis valdiviana
Canthyloscelis valdiviana är en tvåvingeart som beskrevs av Tollet 1959. Canthyloscelis valdiviana ingår i släktet Canthyloscelis och familjen reliktmyggor. Inga underarter finns listade i Catalogue of Life.